# Teresa de Pedro
 María Teresa de Pedro Lucio (* 1944 in Malillos, Spanien) ist eine spanische Physikerin, Informatikerin und Hochschullehrerin. Sie entwickelte eines der ersten Programme für Künstliche Intelligenz in Spanien zu den ersten spanischen fahrerlosen Fahrzeugen.

## Leben und Werk
de Pedro studierte Physik an der Universität Complutense Madrid und schloss 1967 ihr Studium mit einer Abschlussarbeit in Atomphysik ab, für die sie einen programmierbaren IBM 1620 Lochkartenrechner verwendete. Anschließend lehrte sie an der Universität und begann ihre Forschungsarbeit mit einem Stipendium am Institut für Elektrizität und Automatisierung des Consejo Superior de Investigaciones Científicas (CSIC) an der Fakultät für Physikalische Wissenschaften. Dieses Institut wurde von dem Physiker José García Santesmases gegründet, der ein Pionier der Informatik in Spanien war. Sie forschte dann im heutigen CSIC-Centro de Automática y Robótica, einer der ersten Einrichtungen in Spanien, die mit mobilen Robotern arbeitete. 1976 legte sie ihre Dissertation vor, für die sie das DOCIL-System entwickelte (Abkürzung für Computer Design of Printed Circuits), ein Programm für künstliche Intelligenz, das automatisch die Spuren gedruckter Schaltungen verfolgt. Mit der Unterzeichnung des spanischen Beitrittsvertrags zur Europäischen Wirtschaftsgemeinschaft 1985 begannen CSIC-Forscher, sich an kontinentalen wissenschaftlichen Projekten zu beteiligen. De Pedro arbeitete und leitete die ersten, die mit Robotik zu tun hatten. Sie und ihr Team bauten eine Art Roboterhände, die sich nach einem Computerprogramm viel schneller bewegten als Menschenhände. Zu ihren Doktoranden gehörte 1996 die Informatikerin Lourdes Agapito.

## Autonome Fahrzeuge
In den 1980er Jahren forschte sie auf dem Gebiet der Robotik. Sie entwarf und förderte 1996 zusammen mit ihrem ersten Ehemann Ricardo García Rosa, das Projekt Autopia (ein Akronym für Automatisierung und Utopie) zum autonomen Fahren. Die Firma Citroën stellte ein Auto zur Verfügung, das sie Platero nannten und das erste fahrerlose Auto in Spanien wurde. Seit ihrer Pensionierung 2014 ist sie Ehrenmitglied des Autopia-Programms.

## Atmosphärische Verschmutzung
Sie forschte ebenfalls über die Auswirkungen der Luftverschmutzung in Madrid. Mit den von der Stadt gesammelten Daten und den meteorologischen Vorhersagen entwickelte sie ein Modell, mit dem sie die Kontamination vorhersagen konnte, die am nächsten Tag in Madrid auftreten würde.

## Würdigung
Im Oktober 2019 wurde sie von CSIC zusammen mit anderen wegweisenden Wissenschaftlern gewürdigt, die eine entscheidende Rolle in der Geschichte der spanischen Wissenschaft spielten.

## Veröffentlichungen (Auswahl)
- mit Ricardo Garcia: DOCIL: An automatic system for printed circuit board (PCB) designing. A board description language and an algorithm to connect a set of points, DAC '77: Proceedings of the 14th Design Automation Conference, 1977